# Paquito D’Rivera
Paquito D’Rivera (ur. 4 czerwca 1948 w Hawanie) – kubański saksofonista i klarnecista. Odznaczony Narodowym Medalem Sztuk.

## Życiorys
W wieku pięciu lat rozpoczął naukę gry na saksofonie u swojego ojca Tito D'Riviery – znanego kubańskiego saksofonisty grającego muzykę poważną i dyrygenta. Uznawany za cudowne dziecko, występował w młodości z Narodową Orkiestrą Kubańską.
W wieku siedmiu lat, kiedy sygnował instrument legendarnej firmy Selmer produkującej instrumenty muzyczne, został najmłodszym artystą, jaki kiedykolwiek sygnował swoim nazwiskiem instrument muzyczny.
W latach 60. studiował klarnet, kompozycję i harmonię w konserwatorium w Hawanie, w tym czasie poznał Chucho Valdésa i wówczas rozpoczęła się jego przygoda z jazzem, w 1963 grał w orkiestrze opery w Hawanie, w 1965 został klarnecistą-solistą w Radiowo-telewizyjnej Narodowej Orkiestrze Kubańskiej. W 1967 znalazł się razem z Valdèsem w Orquestra Cubana de Musica Moderna i został jej dyrektorem artystycznym. Rok później współtworzył z Arturo Sandovalem zespół jazzowy Irakere wykonujący muzykę stanowiącą mieszaninę jazzu, muzyki poważnej i tradycyjnej. W 1978 grupa ta była sensacją podczas festiwali jazzowych w Newport i Montreux oraz zdobyła nagrodę Grammy i dwie nominacje. W 1976 rozpoczął współpracę z duńskim basistą Nielsem Pedersenem. W 1980, po swoim hiszpańskim tournée otrzymał azyl w USA – definitywnie porzucił Kubę i zamieszkał w Nowym Jorku.
Współpracował z takimi muzykami i zespołami jak: McCoy Tyner, Dizzy Gillespie, George Coleman, Chick Corea, Dizzy Gillespie, Tito Puente, Astor Piazzolla, Ying Quartet, Turtle Island String Quartet, wiolonczelista Mark Summer, pianista Alon Yavnai i Yo-Yo Ma. Dyrygował swoim zespołem Havana/New York Ensemble w którym znalazło się wiele młodych talentów, np. Michel Camilo, Danilo Perez, Hilton Ruiz i Claudio Roditi.
W 2005 otrzymał nagrodę NEA Jazz Masters Award.
Spisał swoje wspomnienia zatytułowane My sax life (Moje saksofonowe życie).

## Dyskografia
- Blowin' z: Jorge Dalto, Hilton Ruiz, Eddie Gomez, Ignacio Berroa, 1981.
- Mariel z: Randy Brecker, Hilton Ruiz, Ignacio Berroa. Daniel Ponce, Brenda Feliciano, 1982.
- Live at the Keystone Korner z: Claudio Roditi, Carlos Franzetti, Steve Bailey, Ignaccio Berroa, Daniel Ponce, 1983.
- Why Not z: Claudio Roditi, Toots Thielemans, 1984.
- Explosion z: Claudio Roditi, Michel Camilo, 1985.
- Manhattan Burn z: Cyro Baptista Pandeiro, Ignacio Berroa, Sergio Brandao, George Coleman, Sammy Figueroa Percussion, Daniel Freiberg, Fareed Haque, John Hicks, Daniel Ponce, Rufus Reid, Claudio Roditi, Paul Socolow, 1986.
- Celebration z: Sergio Brandao, Alfred Brown, Frederick Buldrini, Arnold Eidus, Max Ellen, Daniel Freiberg Arranger, Geoffrey T. Fuller, Lincoln Goines, Juliet Haffner, Fareed Haque, Giovanni Hidalgo, Jean Ingraham, Roger Kellaway, Harold Kohon, Richard Locker, Harry Lookofsky, Gene Orloff, Makoto Ozone, Matthew Raimondi, Claudio Roditi, Johnny Rodriguez, Joel Rosenblatt, Marti Sweet, Mitsue Takayama, Frederick Zlotkin, 1987.
- Return to Ipanema z: Jay Ashby, Rafael Cruz, Nilson Matta, Ralph Moore, Danilo Pérez, Claudio Roditi, 1989
- Tico! Tico! mit Rafael Cruz, David Finck, Fareed Haque, Romero Lubambo, Nilson Matta, Tiberio Nascimento, Danilo Pérez, Portinho, Mark Walker, 1989.
- Reunion z: Uwe Feltens, David Finck, Fareed Haque, Giovanni Hidalgo, Danilo Pérez, Arturo Sandoval, Mark Walker, Gotz A. Worner, 1990.
- Who's Smoking?! z: Al Foster, Pedrito Lopez, James Moody, Mark Morganelli, Danilo Pérez, Claudio Roditi, Mitchell Seidel, Harvie Swartz, 1991.
- Havana Cafe z: Ed Cherry, Sammy Figueroa, David Finck, Fareed Haque, Danilo Pérez, Jorge Rossy, 1991.
- La Habana: Rio Conexion z: Sanford Allen, Ik-Hwan Bae, Al Brown, Bob Chausow, Zach Danziger, Joel Deroyin, William Ellison, David Finck, Barry Finclair, Carlos Franzetti, Daniel Freiberg, Juliet Haffner, Fareed Haque, Giovanni Hidalgo, Regis Iandiorio, Warren Lash, Richard Locker, Romero Lubambo, Jose Madera, Danilo Pérez, Claudio Roditi, Johnny Rodriguez, Elliott Rosoff, Marti Sweet, Mark Walker, Pablo Zinger, 1992.
- A Night in Englewood z: Andres Boiarsky, William Cepeda, Adam Cruz, Carlos Franzetti, Slide Hampton, Horacio „El Negro” Hernández, Conrad Herwig, Raul Jaurena, Romero Lubambo, Marshall McConald, Michael Orta, Mike Ponella, Mario Rivera, Claudio Roditi, Steve Sacks, Dave Samuels, Bobby Sanabria, Oscar Stagnaro, Byron Stripling, Diego Urcola, 1993.
- 40 Years of Cuban Jam Session z: Alfredo „Chocolate” Armenteros, Jesus Caunedo, Leopoldo Excalante, Andy García, Carlos Goméz, Waldemar Gomez, Efraín Hernández, Enrique Hernandez, Horacio „El Negro” Hernández, Rigo Herrera, Israel „Cachao” Lopez, Juanito Marquez, Eddie Martinez, Michael Orta, Nicky Orta, Tata Palu, Alfredo Perez, Rogelio Rivero, Armando Romeu, Jose Chombo Silva, Rene Toledo, Juan Pablo Torres, Víctor Valdés, 1993.
- Portraits of Cuba z: Gustavo Bergalli, Andres Boiarsky, Thomas Christensen, John Clark, Dario Eskenazi, Lawrence Feldman, David Finck, Bob Millikan, Dick Oatts, James Pugh, Roger Rosenberg, Pernell Saturnino, Lew Soloff, David Earl Taylor, Diego Urcola, Mark Walker, 1996.
- Live at MCG (Manchester Craftsmen's Guild) z: Andres Boiarsky, William Cepeda, Dario Eskenazi, Fareed Haque, Conrad Herwig, Marshall McDonald, Mike Ponella, Scott Robinson, Pernell Saturnino, Oscar Stagnaro, Diego Urcola, Mark Walker, 1997.
- Hay Solucion, 1998.
- 100 Years of Latin Love Songs z: Adam Abeshouse, Aquiles Baez, Luis Conte, Cenovia Cummins, Dario Eskenazi, Krista Bennion Feeney, Joyce Hammann, Fareed Haque, Jill Jaffe, Gregor Kitzis, Ron Lawrence, Rebecca Muir, Maxine Neuman, David O'Quendo, Sara Parkins, Roberto Perera Paraguayan, Laura Seaton, Oscar Stagnaro, Marti Sweet, Tomas Ulrich, Mark Walker, 1998.
- Tropicana Nights z: Gustavo Bergalli, Noah Bless, Andres Boiarsky, Luis Bonilla, Jimmy Bosch, Milton Cardona, William Cepeda, Dario Eskenazi, Oscar Feldman, Brenda Feliciano, Joe Gonzalez, Ralph Irizarry, Adalberto Oré Lara, Oriente Lopez, Marshall McDonald, Alejandro Odio, David O'Quendo, Mike Ponella, Joe Santiago, Diego Urcola, Manuel Valera, Mark Walker, 1999.
- Chamber Music from the South, 1999
- Live at the Blue Note z: Dario Eskenazi, Oriente Lopez, Pernell Saturnino, Oscar Stagnaro, Diego Urcola, Mark Walker, 2000.
- Music from Two Worlds, 2000.
- Latin, Brazilian, Caribbean Jazz & Beyond z: Daniel Freiberg, Oscar Stagnaro, Mark Walker, 2000.
- Habanera z: Mino Cinelu, Clarence Penn, David Taylor, 2001.
- The Clarinetist, Vol. 1 z: Frank Chastenier, Wolfgang Haffner, Niels-Henning Ørsted Pedersen, Pernell Saturnino, Pablo Zinger, 2001.
- Sons Do Brasil, 2001.
- Brazilian Dreams z Helio Alves, Paulinho Braga, Peter Eldridge, Lauren Kinhan, Darmon Meader, Kim Nazarian, Claudio Roditi, Oscar Stagnaro, 2002.
- Este Camino Largo z: Carlos Averhoff, Leo Brouwer, José Luis Cortés, Carlos del Puerto, Carlos Emilio Morales, Juan Munguía, Enrique Pla, Arturo Sandoval, Chucho Valdés, Oscar Valdes, Jorge Varona, Germán Velazco, 2002.
- Big Band Time z: John Goldsby, Ludwig Nuss, Olivier Peters, Claudio Roditi, Pernell Saturnino, Koji Paul Shigihara, Oscar Stagnaro, Mark Walker, Heiner Wiberny, 2003.
- The Lost Sessions z: Carlos Averhoff, Carlos del Puerto, Carlos Emilio Morales, Enrique Pla, Arturo Sandoval, Chucho Valdés, Oscar Valdes, Jorge Varona, 2003.
- Music of Both Worlds z: Brenda Feliciano, 2004.
- Tribute to Cal Tjader mz: Tony Barrero, Yayo el Indio, José Fajardo, Lawrence Farrel, Isidro Infante, Jose Mangual, Tito O'Casio, Papo Pepin, Mario Rivera, Rubén Rodríguez, Adalberto Santiago, Larry Spencer, Al Torrente, Johnny Torres, 2004.
- Riberas, 2004.
- The Jazz Chamber Trio z: Mark Summer, Alon Yavnai, 2005.